# ووري العذراء
ووري العذراء (بالكورية: 오늘부터 우리는)؛ هو مسلسل تلفزيوني كوري جنوبي. من بطولة ايم سو هيانغ، سونغ هون، شين دونغ ووك وهونغ جي ايون. وهو نسخة جديدة من المسلسل الأمريكي جين العذراء الذي تم بثه لمدة خمسة مواسم على قناة ذا سي دبليو في الولايات المتحدة منذ عام 2014، عرض على قناة إس بي إس من 9 مايو إلى 21 يونيو 2022، تم بثه كل يوم الاثنين والثلاثاء في الساعة 22:00 بتوقيت (KST). وهو متاح على منصة فيو وفيكي.

## القصة
تدور القصة حول امرأة تحافظ على عذريتها وفقًا لرغبات جدتها، ولكنها تحمل بسبب خطأ الطبيب أثناء الفحص الدوري.

## طاقم

### دور رئيسي
- ايم سو هيانغ في دور اوه وو ري[10]

كاتب مساعد لدراما ذات شعبية تم بثها في ذلك الوقت.
- سونغ هون في دور رافائيل[11]

الرئيس التنفيذي لمجموعة مستحضرات التجميل والأب البيولوجي للطفل.
- شين دونغ ووك في دور لي جانغ جاي[11]

صديق أوه وو ري، محقق جرائم قتل

### دور داعم
- هونغ اون هي بدور إيون ران[12]

والدة أوه وو ري
- ايون وون كيونغ بدور سيو جوي نيو[13]

```
66 سنة.  صاحب محل تونكاتسو 
```

- هونغ جي-يون في دور لي ما-ري[11]

29 عامًا، زوجة رافائيل، قائدة فريق التسويق في مؤسسة دايموند ميديكال
- كيم سو رو بدور تشوي سيونغ إيل[14]

الحب الأول لـ إيون ران
- يون مين-جي بدور تشوي مي أيه[15]

31 عام. ممثلة

### أخرون
- كيم سا كون في دور بارك دو بال[16]
- اهن شين وو بدور جونغ هيونغ سيك، رئيس شركة أمنية[17]

- هوانغ وو سيول-هيي طبيبة توليد وأمراض نسائية[18]

## المشاهدات
| الموسم | الموسم | رقم الحلقة | رقم الحلقة | رقم الحلقة | رقم الحلقة | رقم الحلقة  | رقم الحلقة | رقم الحلقة  | رقم الحلقة | رقم الحلقة  | رقم الحلقة  | رقم الحلقة  | رقم الحلقة | رقم الحلقة  | رقم الحلقة | المتوسط     |
| الموسم | الموسم | 1          | 2          | 3          | 4          | 5           | 6          | 7           | 8          | 9           | 10          | 11          | 12         | 13          | 14         | المتوسط     |
| ------ | ------ | ---------- | ---------- | ---------- | ---------- | ----------- | ---------- | ----------- | ---------- | ----------- | ----------- | ----------- | ---------- | ----------- | ---------- | ----------- |
|        | 1      | 712        | 866        | 699        | 757        | ستُعلن لاحقًا | 557        | ستُعلن لاحقًا | 640        | ستُعلن لاحقًا | ستُعلن لاحقًا | ستُعلن لاحقًا | 640        | ستُعلن لاحقًا | 613        | ستُعلن لاحقًا |

| الحلقات | تاريخ البث    | تقييمات "نيلسن كوريا" | تقييمات "نيلسن كوريا" |
| الحلقات | تاريخ البث    | على الصعيد الوطني     | منطقة العاصمة         |
| ------- | ------------- | --------------------- | --------------------- |
| 1       | 9 مايو 2022   | 4.1%                  | 4.6%                  |
| 2       | 10مايو 2022   | 4.5%                  | 4.8%                  |
| 3       | 16 مايو 2022  | 3.5%                  | 3.7%                  |
| 4       | 17 مايو 2022  | 4.4%                  | 4.8%                  |
| 5       | 23 مايو 2022  | 3.1%                  | N/A                   |
| 6       | 24 مايو 2022  | 3.4%                  | 3.6%                  |
| 7       | 30 مايو 2022  | 3.6%                  | N/A                   |
| 8       | 31 مايو 2022  | 3.6%                  | 3.7%                  |
| 9       | 6 يونيو 2022  | 3.1%                  | N/A                   |
| 10      | 7 يونيو 2022  | 3.5%                  | N/A                   |
| 11      | 13 يونيو 2022 | 3.2%                  | 3.5%                  |
| 12      | 15 يونيو 2022 | 3.8%                  | 4.0%                  |
| 13      | 20 يونيو 2022 | 3/1%                  | N/A                   |
| 14      | 21 يونيو 2022 | 3.6%                  | 4.0%                  |
| المعدل  |               |                       | N/A                   |

## الإنتاج

### صناعة
المسلسل عبارة عن نسخة جديدة من المسلسل التلفزيوني الأمريكي جين العذراء، وهي دراما كوميدية تدور حول بطلة الرواية، التي حافظت على عذريتها قبل الزواج. المسلسل الأمريكي نفسه مبني على تيلينوفيلا الفنزويلية لعام 2002، جين العذراء . المسلسل من إخراج وكتابة جيونغ هوا الذي عمل على سلسلة نتفليكس الكوميدية «إعادة تشغيل صوت قلبك» ومسلسل تهب الرياح (2019). ومن تخطيط قسم الدراما اس بي اس المعروف بي StudioS وانتاج من قبل كريتيف لادرز جروب إيت.
في 15 أبريل 2022 ، تم نشر صورًا للقراءة الأولى لسيناريو.

### طاقم
ايم سو هيانغ وسونغ هوون يظهران بعد 10 سنوات على قناة اس بي اس. حيث آخر مرة معًا في دراما ترسيمهما عام 2011 مسلسل حكايات جديدة من جي سانج.

## روابط خارجية
- الموقع الرسمي
 باللغة الكورية
- ووري العذراء على موقع IMDb (الإنجليزية)
- ووري العذراء على موقع كينوبويسك (الروسية)
- ووري العذراء على موقع قاعدة بيانات الفيلم (الإنجليزية)
- ووري العذراء على هانسينما